# Kelly Tripucka
Peter Kelly Tripucka (ur. 16 lutego 1959 w Glen Ridge) – amerykański koszykarz polskiego pochodzenia, obrońca, uczestnik spotkań gwiazd NBA.
W swoim pierwszym sezonie notował średnio 21,6 punktu, 5,4 zbiórki, 3,3 asysty i 1,1 przechwytu. Już jako debiutant został wybrany do udziału w NBA All-Star Game. Po zakończeniu rozgrywek zaliczono go natomiast do składu najlepszych debiutantów, zajął też drugie miejsce w głosowaniu na debiutanta roku NBA.
Sezon 1982/83 okazał się najlepszym, pod względem statystycznym w jego karierze. Tripucka został trzecim strzelcem ligi ze średnią 26,5 punktu oraz jej liderem w kategorii czasu spędzanego średnio na parkiecie w każdym spotkaniu (38,8).
21 sierpnia 1986 roku został wysłany do Utah Jazz wraz z Kentem Bensonem, w zamian za Adriana Dantleya, oraz wybory drugiej rundy draftów 1987 (Norris Coleman) i 1990 roku (Phil Henderson). W Salt Lake City przyszło mu występować u boku duetu Stockton-Malone. Jego czas gry został znacznie ograniczony, w związku z czym średnia punktów spadła o przeszło połowę.
Po dwóch latach trafił do beniaminka NBA - klubu Charlotte Hornets. Tam ponownie mógł pokazać swoje strzeleckie umiejętności, uzyskując średnio 22,6 punktu. W trakcie swojej kariery z lidze pięciokrotnie uzyskiwał średnie co najmniej 20 punktów w meczu.
W 1991 roku opuścił NBA, aby rozegrać jeden sezon we Francji, w barwach CSP Limoges. Po powrocie do kraju zdecydował się zakończyć oficjalnie karierę sportową. W latach 1993–2001 komentował spotkania swojego byłego zespołu Detroit Pistons dla stacji FSN. Przez rok (2000/01) komentował spotkania New Jersey Nets w radiu, a następnie w telewizji (2003-05). W 2008 roku dołączył do zespołu komentatorów spotkań New York Knicks. komentował też spotkania akademickie w radiu Westwood One.
Jego synem jest Travis Tripucka - zawodnik futbolu amerykańskiego.
W 2001 roku Tripucka został wybrany do Polsko-Amerykańskiej Galerii Sław Sportu - National Polish-American Sports Hall of Fame. Jej członkiem jest również jego ojciec - Frank. Był on gwiazdą futbolu amerykańskiego na uczelni Notre Dame, gdzie jako quarterback Fighting Irish, został zaliczony do All-American. Jako zawodowiec występował w American Football League, w zespołach Detroit Lions, Chicago Cardinals oraz przez siedem lat w Kanadzie.
W 2008 roku zaliczono go do grona pięćdziesięciu najlepszych zawodników w historii klubu Detroit Pistons - 50 Greatest Pistons team.

## Osiągnięcia
Na podstawie, o ile nie zaznaczono inaczej.

### NCAA
- Uczestnik rozgrywek:
  - NCAA Final Four (1978)
  - Elite 8 turnieju NCAA (1978, 1979)
  - Sweet 16 turnieju NCAA (1978, 1979, 1981)
  - II rundy turnieju NCAA (1978–1981)
- Wybrany do:
  - II składu  All-American (1979, 1981)[7]
  - III składu All-American (1980 przez United Press International)

### NBA
- 2-krotny uczestnik meczu gwiazd NBA (1982, 1984)
- Wybrany do I składu debiutantów NBA (1982)[4]
- 3-krotny zawodnik tygodnia NBA (14.03.1982, 14.11.1982, 15.01.1984)[8]
- Debiutant miesiąca NBA (grudzień 1981, marzec 1982)
- Lider sezonu NBA w minutach spędzonych na parkiecie (1983)

## Rekordy
Rekordy klubów, ustanowione przez zawodnika, na podstawie.
klubu Charlotte Hornets
- 16 punktów – przeciw Cleveland Cavaliers (93-133), 4 listopada 1988
- 24 punktów – przeciw Los Angeles Clippers (117-105), 8 listopada, 1988
- 25 punktów – przeciw New Jersey Nets (99-106), 15 listopada 1988
- 31 punktów – przeciw San Antonio Spurs (107-105), 19 listopada 1988
- 33 punkty – przeciw Philadelphia 76ers (116-123), 25 listopada 1988
- 40 punktów – przeciw Indiana Pacers (115-106), 14 grudnia 1988
- 40 punktów – przeciw Philadelphia 76ers (po dogrywce 127-122), 16 stycznia 1989
- 40 punktów – przeciw San Antonio Spurs (124-113), 25 lutego 1989
- lider klubu w skuteczności rzutów wolnych (91%), uzyskanej w pojedynczym sezonie (1991)[10]
- lider wszech czasów klubu w skuteczności rzutów wolnych (87,9% – stan na 21.07.2016)[11]

klubu Detroit Pistons
- 56 punktów – przeciw Chicago Bulls (128-126), 29 stycznia 1983